# Mali Music
Mali Music es un álbum de 2002 de Damon Albarn en colaboración con los músicos malienses Afel Bocoum￼￼ y Toumani Diabaté entre otros. También cuenta con la participación de Ko Kan Ko Sata.
Como el nombre sugiere, las grabaciones del álbum, fueron realizadas en Malí, en un viaje que Damon Albarn hizo con Oxfam en julio de 2000. En sesiones espontáneas con músicos locales, en sus viviendas o entre el ruido de la calle, se grabaron unas 40 horas de ritmos y voces tradicionales.

## Lista de canciones
1. Spoons
2. Bamako City
3. Le Relax
4. Nabintou Diakité (live recording)
5. Makelekele
6. The Djembe
7. Tennessee Hotel
8. Niger
9. 4AM at Toumani's
10. Institut National Des Arts
11. Kela Village
12. Griot Village
13. Le Mogon
14. Sunset Coming On
15. Ko Kan Ko Sata Doumbia on River
16. Les Escrocs